# Bijdorp (Loenen aan de Vecht)
Bijdorp is een buitenplaats aan de oostelijke oever van de rivier de Vecht in het Nederlandse dorp Loenen aan de Vecht. Het is een van de best bewaard gebleven kleinere buitenplaatsen. 
De buitenplaats is een rijksmonument en diverse delen zijn beschermd zoals het uit omstreeks 1700 daterende hoofdgebouw, de historische tuin- en parkaanleg met daarin een tuinmuur en tuinbeelden en delen van het interieur inclusief een Louis-XV stijlkamer. Aan de achterkant is in de jaren 1983-1987 een Franse tuin aangelegd. Bij het huis behoort ook een overtuin. In totaal beslaat het grondgebied 1,2 hectare.
De belangrijkste restauraties/verbeteringen hebben plaatsgevonden in 1934-72 (Louis XV stijl-kamer), 1985 (uitbreiding landgoed met boomgaard en volledige restauratie van dak, gevels en houtwerk) en 2006 (restauratie keuken, electra/verwarming/badkamers).
Overzicht van eigenaren:
- 1710 - 1726 Juffrouw de weduwe Van Waart
- 1726 - 1761 Jan Frederik Helvetius
- 1761 - 1806 Maria Magdalena de Chemin
- 1806 - 1835 Cornelis de Bruyn Martinuszoon
- 1835 - 1852 Joannes Willem van Reenen (1791-1852), lid van de familie Van Reenen
- 1852 - 1864 Catharina Geertruy van Appel (1809-1864), weduwe van Joannes Willem van Reenen
- 1864 - 1901 Gerlach Cornelis Joannes van Reenen (1847-1901), zoon van Joannes Willem van Reenen, lid van de familie Van Reenen
- 1901 - 1915 Berber Johanna Petronella Maria Schoon (1849-1915), weduwe van Gerlach Cornelis Joannes van Reenen
- 1916 - 1934 Jacobus Hendrikus Cornelis van Reenen, heer van Lexmond (1882-?), kleinzoon van Gerlach Cornelis Joannes van Reenen, lid van de familie Van Reenen,
- 1934 - 1972 Frans Duyvensz
- 1972 - 1981 Elisabeth M.C. Klep
- 1981 - 2006 Gertrude Recter
- sinds 2006 Benjamin Semeijns de Vries van Doesburgh, lid van de familie Van Doesburgh

Cultuurhistorische mijlpalen:
- 26 oktober 1966: Bijdorp wordt beschermd Rijksmonument
- 15 oktober 1997: Bijdorp (kadastrale aanduiding Loenen E-124, 159 en 317) wordt als landgoed geschikt onder de Natuurschoonwet NSW 1928.
- 30 oktober 2002: Bijdorp aangewezen en beschermd als "complex historische buitenplaats"

## Fotogalerij

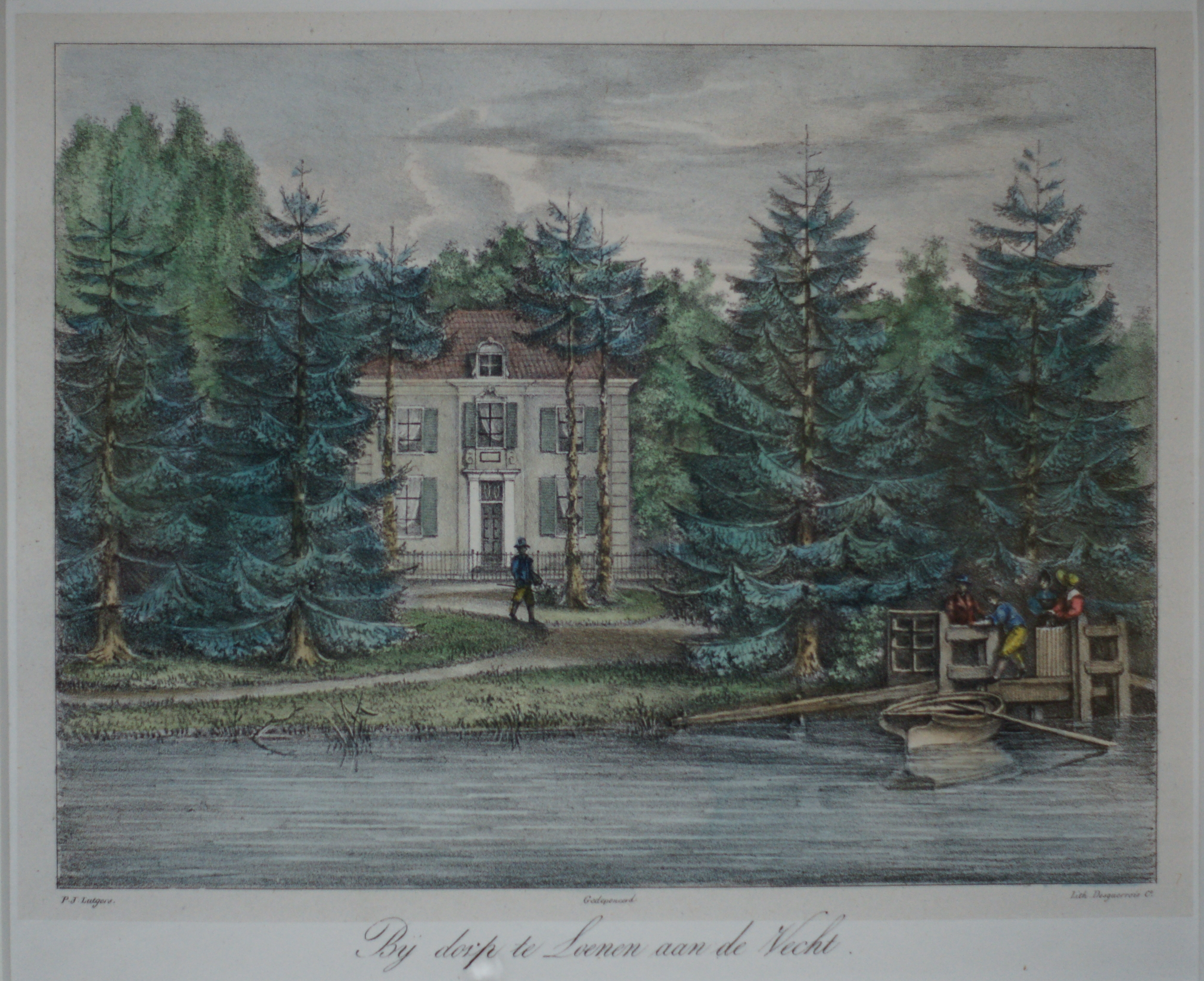
Litho door P.J. Lutgers uit Gezichten aan de Rivier de Vecht 1850
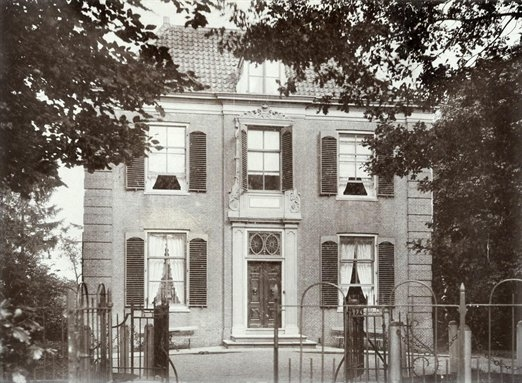
Bijdorp rond 1900
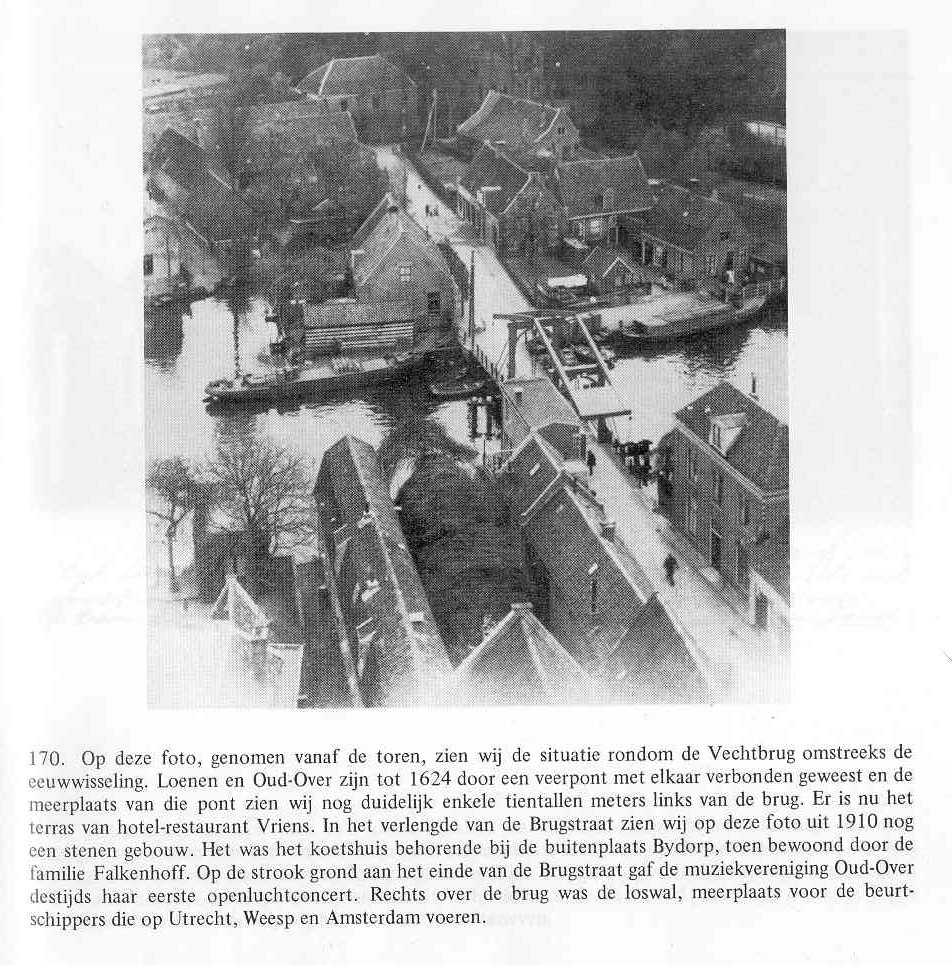
Bijdorp rond 1900 met koetshuis
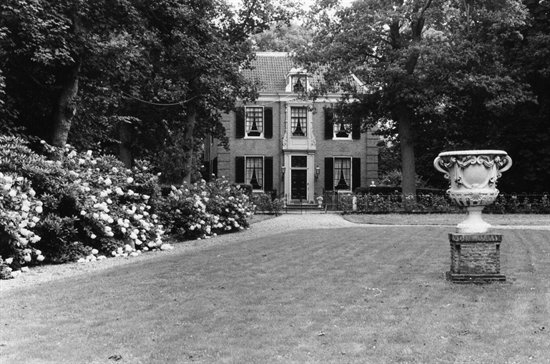
Bijdorp 1979
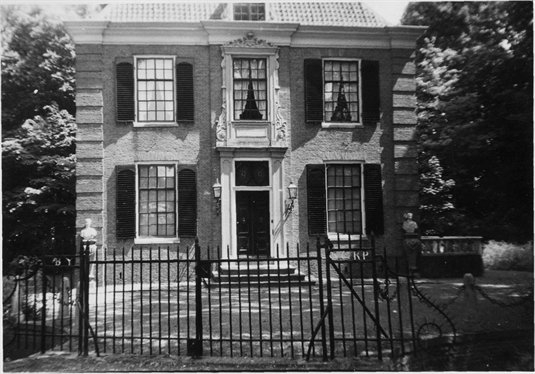
Bijdorp 1960
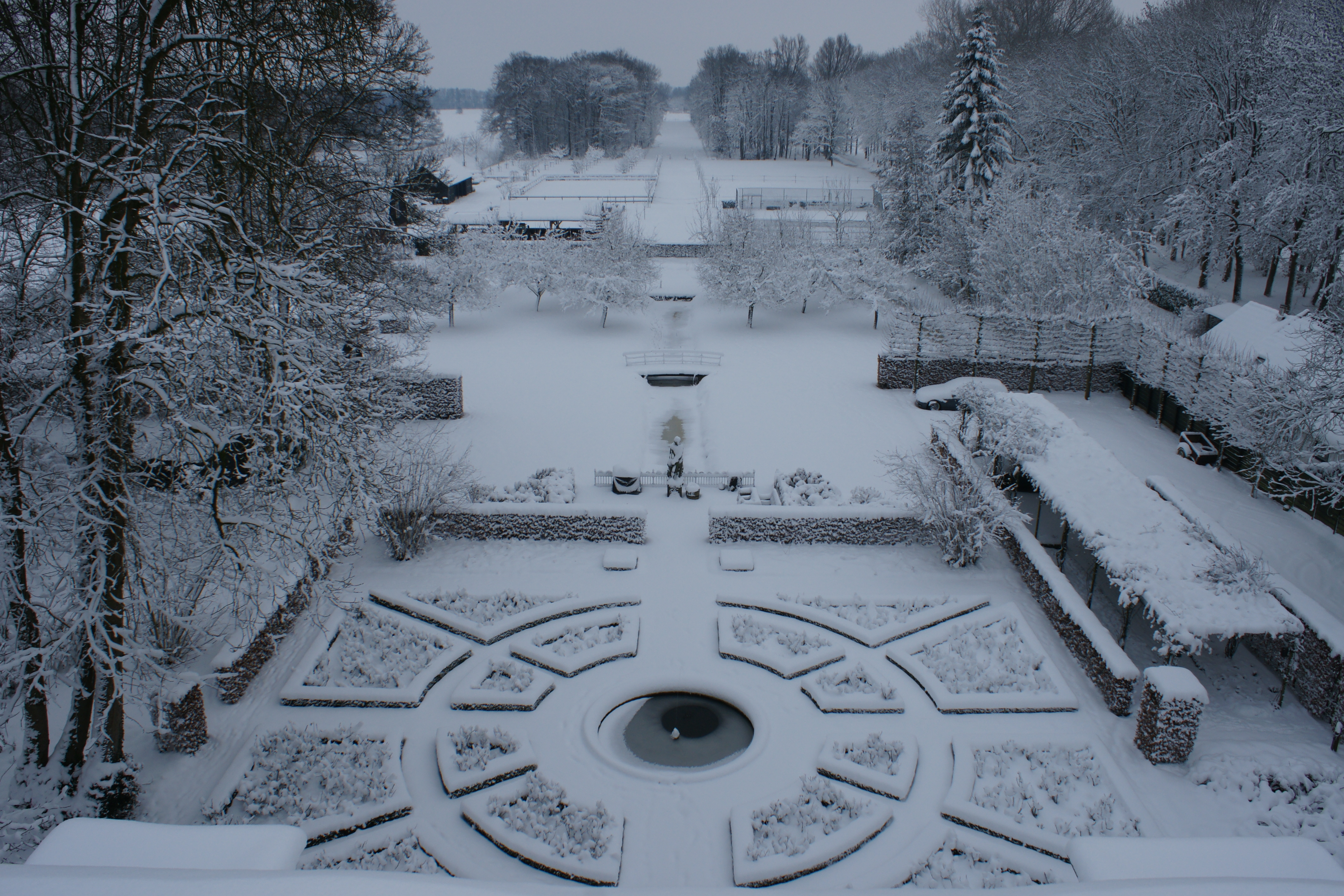
klassieke Franse tuin 2009
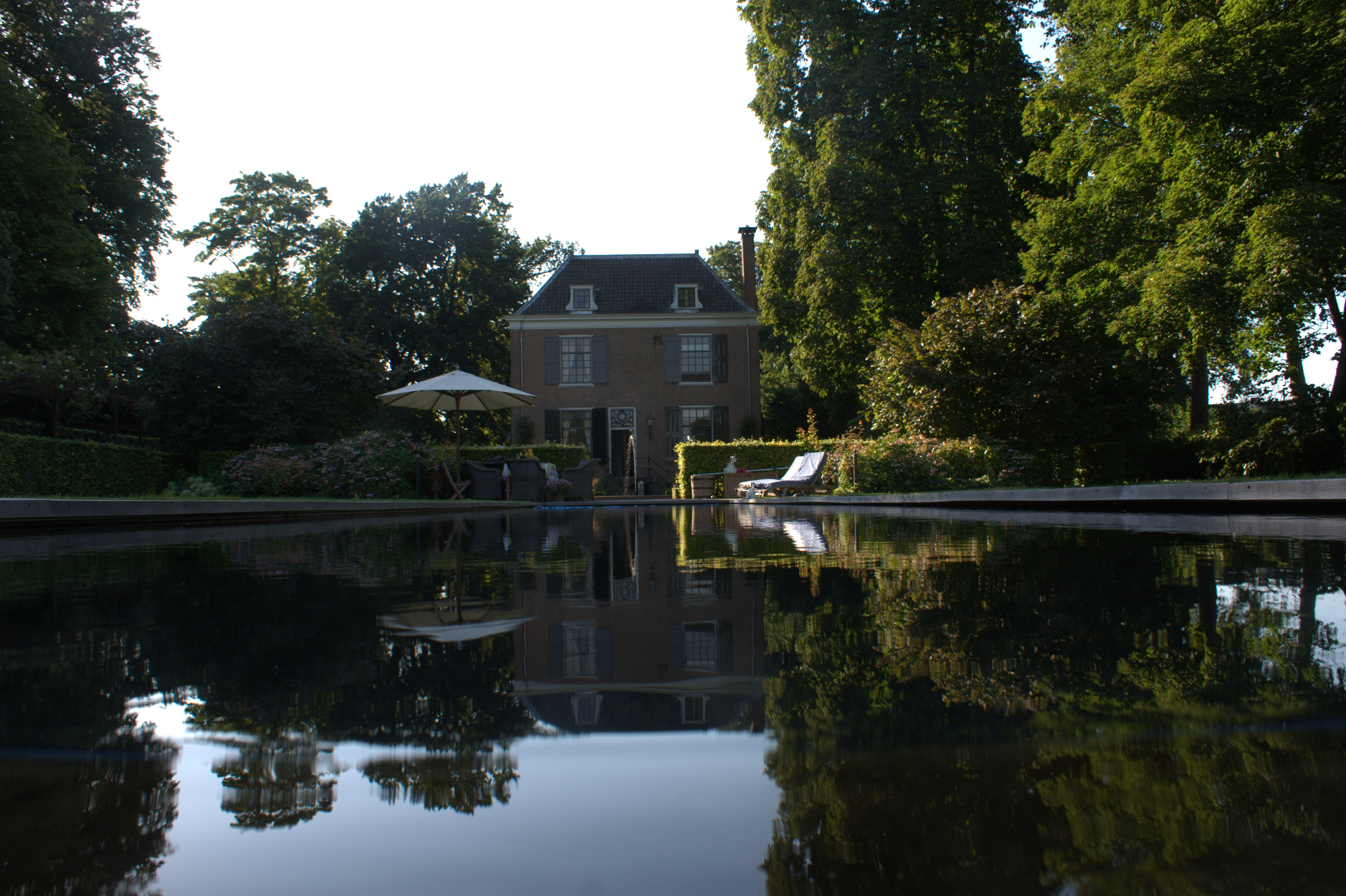
Zuidoostgevel
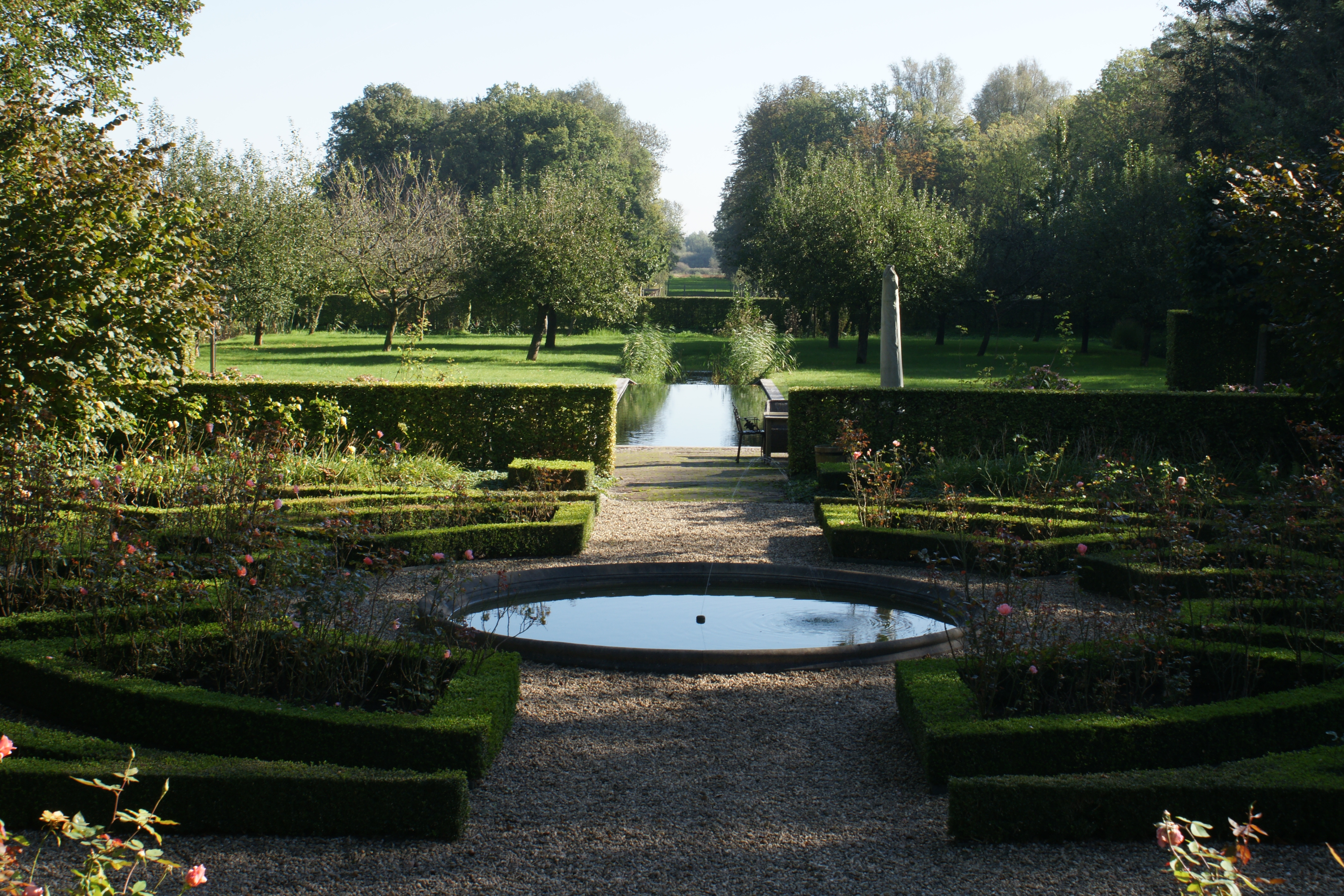
tuin zomer 2010
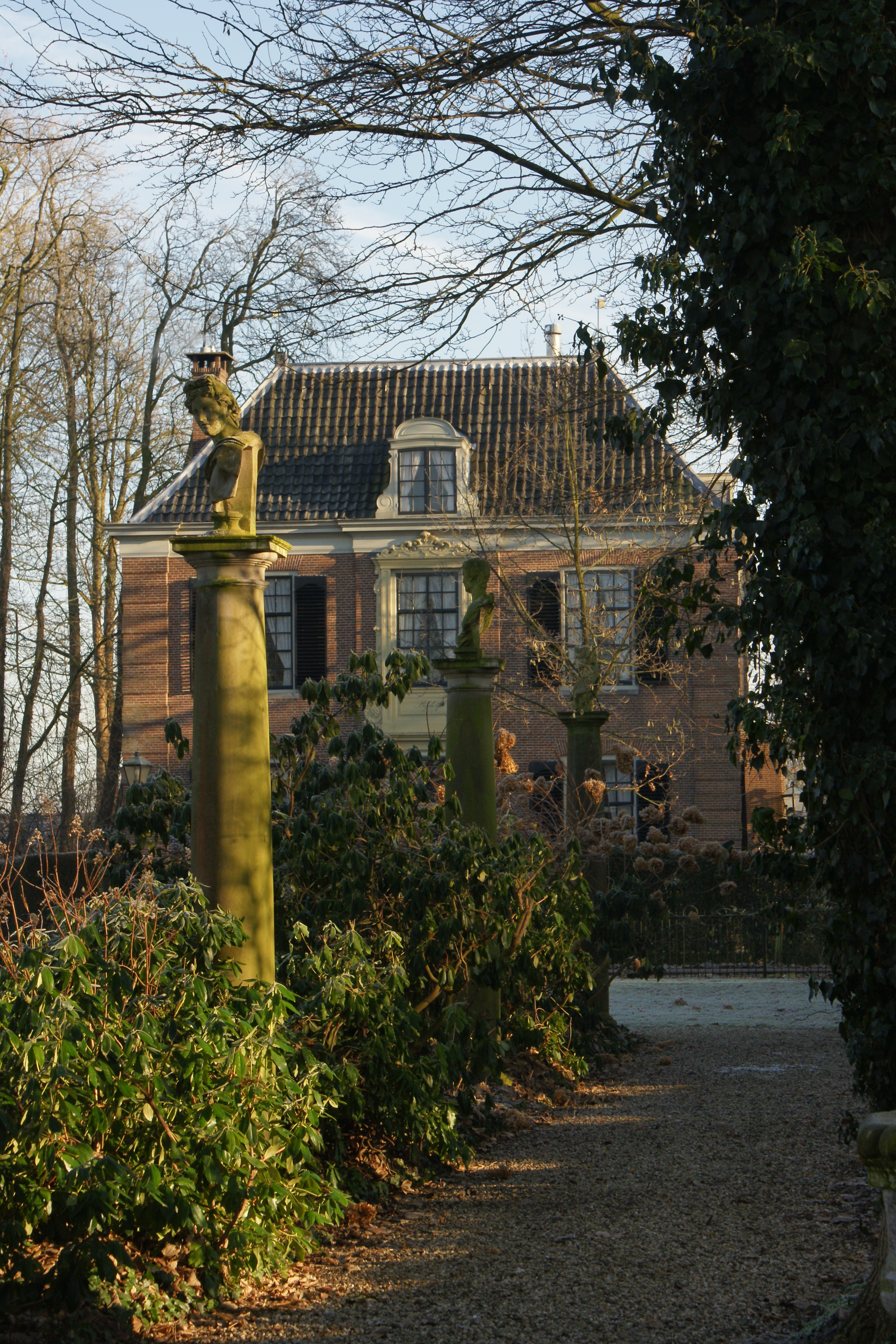
Tuinbeelden overtuin
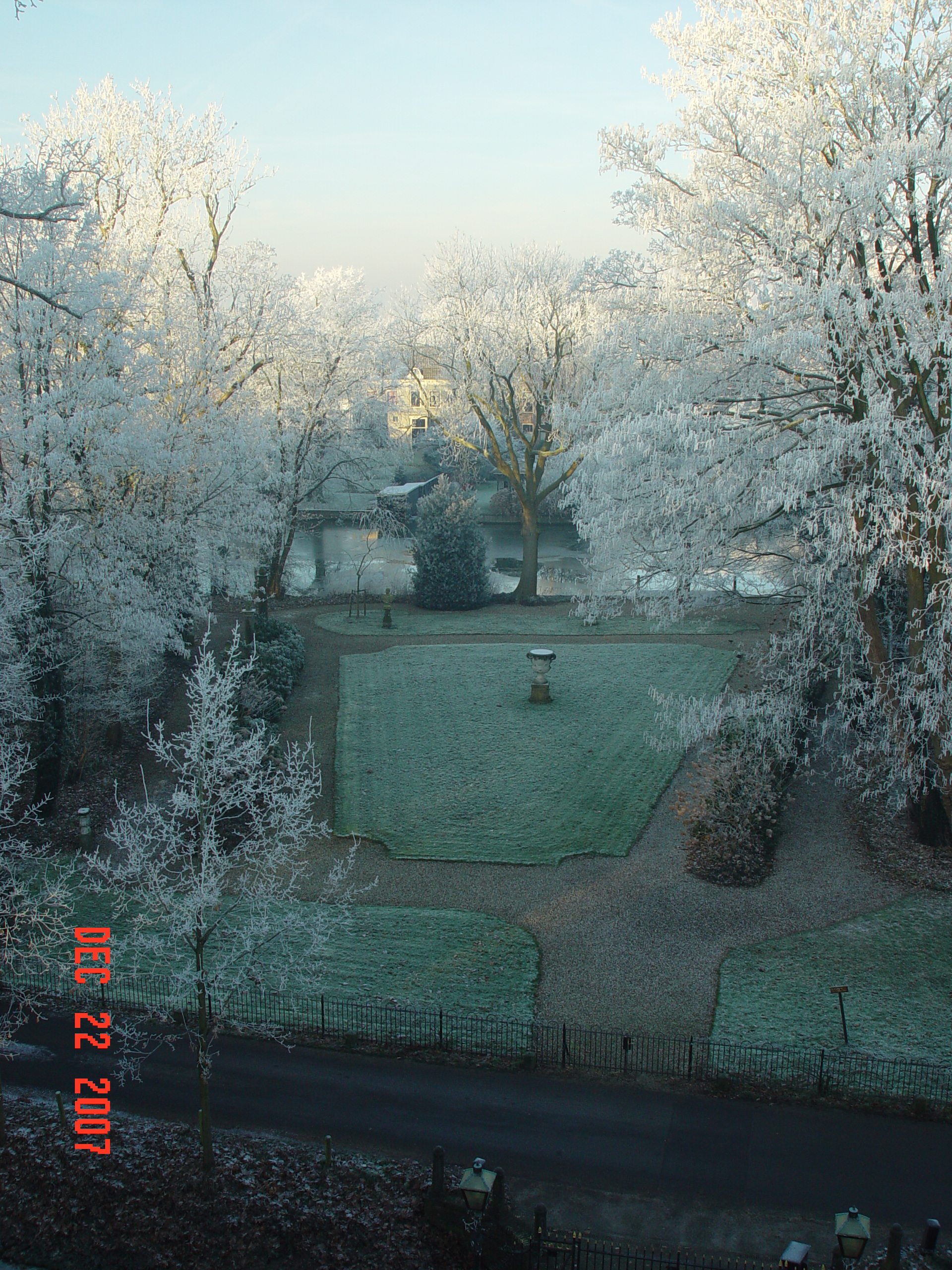
Overtuin 2010
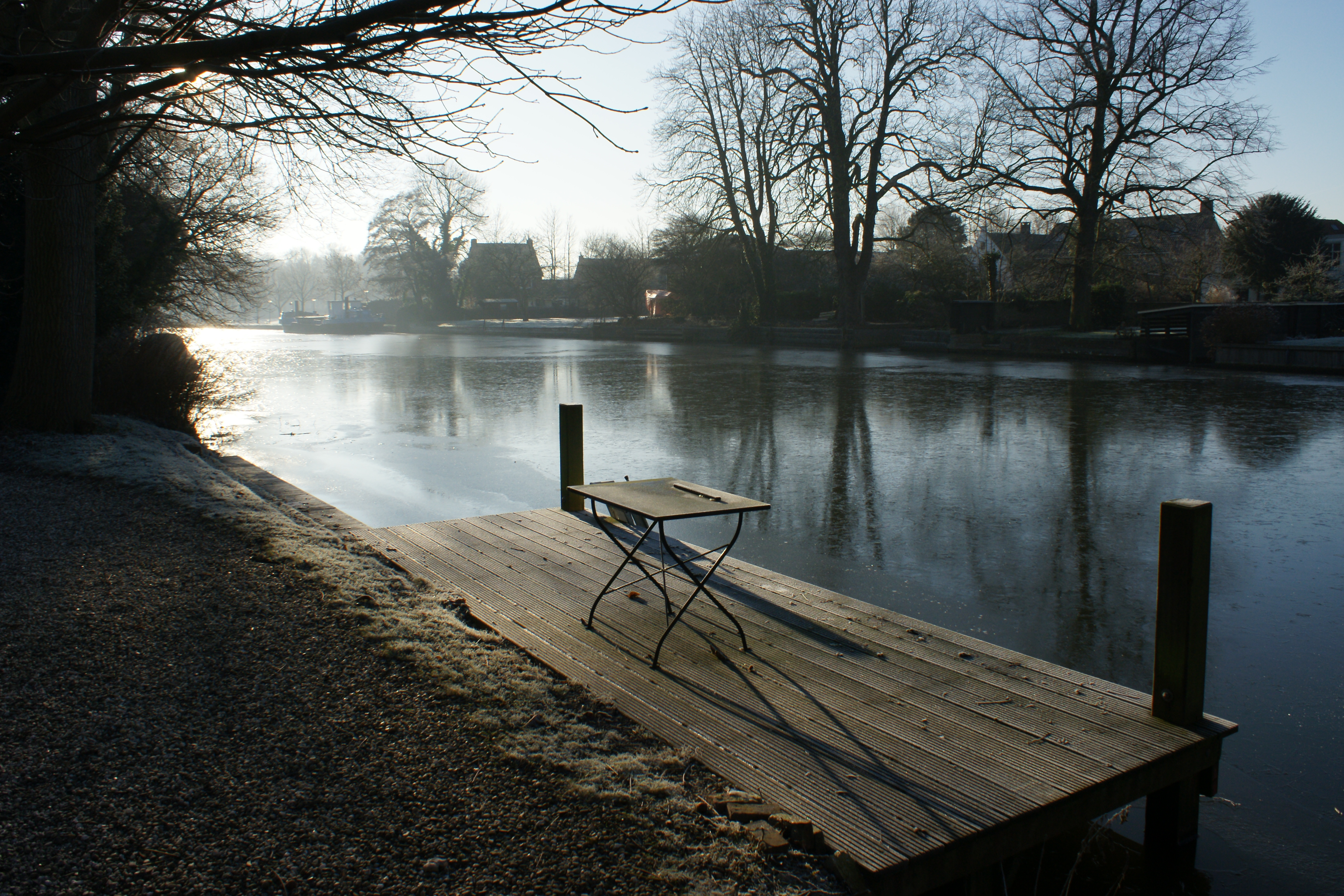
Bevroren Vecht 2010